# Tarasteix
Tarasteix är en kommun i departementet Hautes-Pyrénées i regionen Occitanien i sydvästra Frankrike. Kommunen ligger i kantonen Bordères-sur-l'Échez som tillhör arrondissementet Tarbes. År 2022 hade Tarasteix 270 invånare.

## Befolkningsutveckling
Antalet invånare i kommunen Tarasteix
| Referens: INSEE |